# Phalangiotarbida
Phalangiotarbi (Haase, 1890) é uma ordem extinta de aracnídeos, registada pela primeira vez no Devónico Inferior da Alemanha e com uma distribuição mais alargada no Carbonífero Superior, especialmente em formações rochosas com carvão mineral da Europa e América do Norte. Os últimos registo fósseis datam do Pérmico.
As afinidade dos membros desta ordem com outros grupos são incertas, com a maioria dos autores favorecendo a afinidade com a ordem Opiliones e/ou a subclasse Acari. Recentemente foi proposto que esta ordem fosse colocada como grupo-irmão de Palpigradi + Tetrapulmonata: correspondendo ao táxone Megoperculata sensu Shultz (1990).
Nemastomoides depressus, descrito como uma membro da família Nemastomoididae, é visto como um membro da ordem, mal preservado.

## Names
A ordem também é denominada de Phalangiotarbida, o -ida  terminal foi originado quando Petrunkevitch (1955) tentou estandardizar a terminação dos nomes das ordens, o que é desnecessário segundo as regras do Código Internacional de Nomenclatura Zoológica. No entanto, Phalangiotarbida tornou-se na denominação com maior utilização na literatura recente.
Architarbi Petrunkevitch, 1945 é um sinónimo.

## Taxa incluídos
- Família Anthracotarbidae Kjellesvig-Waering, 1969
  - Género Anthracotarbus Kjellesvig-Waering, 1969
    - Espécie Anthracotarbus hintoni Kjellesvig-Waering, 1969
- Família Architarbidae Karsch, 1882
  - Género Architarbus Scudder, 1868
    - Espécie Architarbus hoffmanni Guthörl, 1934  (Jr synonyms Opiliotarbus kliveri Waterlot, 1934; Goniotarbus sarana Guthörl, 1965)
    - Espécie Architarbus minor Petrunkevitch, 1913
    - Espécie Architarbus rotundatus Scudder, 1868

  - Bornatarbus Rößler & Schneider, 1997
    -       - Espécie Bornatarbus mayasii (Haupt in Nindel, 1955)

  - Género Devonotarbus Poschmann, Anderson & Dunlop, 2005
    - Espécie Devonotarbus hombachensis Poschmann, Anderson & Dunlop, 2005

  - Género Discotarbus Petrunkevitch, 1913
    - Espécie Discotarbus deplanatus Petrunkevitch, 1913

  - Género Geratarbus Scudder, 1890
    - Espécie Geratarbus lacoei Scudder, 1890
    - Espécie Geratarbus bohemicusPetrunkevitch, 1953

  - Género Goniotarbus  Petrunkevitch, 1953
    - Espécie Goniotarbus angulatus (Pocock, 1911)
    - Espécie Goniotarbus tuberculatus (Pocock, 1911)

  - Género Hadrachne Melander, 1903
    - Espécie Hadrachne horribilis Melander, 1903

  - Género Leptotarbus Petrunkevitch, 1945
    - Espécie Leptotarbus torpedo (Pocock, 1911)

  - Género Mesotarbus Petrunkevitch, 1949
    - Espécie Mesotarbus angustus (Pocock, 1911)
    - Espécie Mesotarbus eggintoni (Pocock, 1911)
    - Espécie Mesotarbus hindi (Pocock, 1911)
    - Espécie Mesotarbus intermedius Petrunkevitch, 1949
    - Espécie Mesotarbus peteri Dunlop & Horrocks, 1997

  - Género Metatarbus Petrunkevitch, 1913
    - Espécie Metatarbus triangularus Petrunkevitch, 1913

  - Género Ootarbus Petrunkevitch, 1945
    - Espécie Ootarbus pulcherPetrunkevitch, 1945
    - Espécie Ootarbus ovatusPetrunkevitch, 1945

  - Género OrthotarbusPetrunkevitch, 1945
    - Espécie Orthotarbus minutus (Petrunkevitch, 1913)
    - Espécie Orthotarbus robustus Petrunkevitch, 1945
    - Espécie Orthotarbus nyranensis Petrunkevitch, 1953

  - Género Paratarbus Petrunkevitch, 1945
    - Espécie Paratarbus carbonarius Petrunkevitch, 1945

  - Género Phalangiotarbus Haase, 1890
    - Espécie Phalangiotarbus subovalis (Woodward, 1872)

  - Género Pycnotarbus Darber, 1990
    - Espécie Pycnotarbus verrucosus Darber, 1990

  - Género Triangulotarbus Patrick, 1989
    - Espécie Triangulotarbus terrehautensisPatrick, 1989
- Família Heterotarbidae Petrunkevitch, 1913
  - Género Heterotarbus Petrunkevitch, 1913
    - Espécie Heterotarbus ovatus  Petrunkevitch, 1913
- Família Opiliotarbidae Petrunkevitch, 1949
  - Género Opiliotarbus Pocock, 1910
    - Espécie Opiliotarbus elongatus (Scudder, 1890)
- nomina dubia
- Eotarbus litoralis  Kušta, 1888
- Nemastomoides depressus Petrunkevitch, 1913